# Le Grand Retour (film)
Pour les articles homonymes, voir Le Grand Retour.
Pour plus de détails, voir Fiche technique et Distribution.
Le Grand Retour (Miracle of the White Stallions) est un long métrage réalisé par Arthur Hiller, produit par Walt Disney Pictures, distribué par Buena Vista Distribution et sorti en 1963. Cette histoire est adaptée de l'histoire d'Aloïs Podhajsky et l'évacuation des chevaux Lipizzans de l'École espagnole d'équitation de Vienne durant la Seconde Guerre mondiale.

## Synopsis
Durant la Seconde Guerre mondiale en Autriche, le Colonel Aloïs Podhajsky a l'intention de protéger ses bien-aimés étalons Lipizzan - des chevaux de race d'un gris si pâle qu'il semble blanc, ayant une tradition séculaire - de réfugiés affamés et de l'Armée soviétique qui pourraient les voir comme une source de viande et s'assurer qu'ils seront évacués sous bonne garde.

## Fiche technique
- Titre original : Miracle of the White Stallions
- Titre français : Le Grand Retour
- Réalisation : Arthur Hiller assisté de Laci Ronay
- Scénario : A. J. Carothers d'après un roman de Aloïs Podhajsky
- Photographie : Günther Anders, Peter Pochltako (seconde équipe)
- Montage : Alfred Srp, Cotton Warburton
- Direction artistique : Isabella Schlichting, Werner Schlichting
- Costumes : Leo Bei
- Maquillage : Rudoplh Ohlschmidt
- Musique : Paul J. Smith
  - Orchestration : Franklyn Marks
  - Montage sonore : Evelyn Kennedy
  - Chansons : Robert B. Sherman et Richard M. Sherman (Just Say auf Wiedersehen)
- Consultant technique et effets spéciaux : Paul Waldherr
- Technicien du son : Robert O. Cook, Kurt Schwarz
- Producteur : Walt Disney, Peter V. Herald (associé)
- Responsable de production : Walter Tjaden, Robert Russ
- Société de production : Walt Disney Productions
- Pays d'origine : États-Unis
- Format : Couleurs - 1,75:1 - Mono - 35 mm
- Durée : 117 minutes
- Date de sortie : 29 mars 1963

Sauf mention contraire, les informations proviennent des sources concordantes suivantes : Leonard Maltin et IMDb

## Distribution
- Robert Taylor : Colonel Aloïs Podhajsky
- Lilli Palmer : Vedena Podhajsky
- Curd Jürgens : Général Tellheim
- Eddie Albert : Cavalier Otto
- James Franciscus : Major Hoffman
- John Larch : Général George S. Patton
- Brigitte Horney : Comtesse Arco-Valley
- Philip Abbott : Colonel Reed
- Douglas Fowley : Général américain
- Charles Régnier : Général Stryker
- Fritz Wepper : Cavalier Hans
- Guenther Haenel : Jeune marié Sascha
- Fritz Eckhardt : tenancier de la brasserie
- Philo Hauser : Dispatcher à la gare
- Michael Janisch : Chef des réfugiés
- Margarethe Dux : Cheffe de gare à Linz
- Max Haufler : Conducteur de train
- Robert Dietl : Capitaine de la police militaire allemande
- Joseph Krastl : Att. Carl
- Peter Jost : Kreisleiter
- Kurt Jager : Cavalier
- Olaf Tschierschke : Cavalier
- Herbert Prilopa : officier d'ordonnance Tellheim
- Erik Schumann : Capitaine allemand Ranhoff
- Helmuth Janatsch : Intrus
- Michael Tellering : Adjoint de Stryker
- Hal Gallili : G.I. de Brooklyn
- Harry Hornisch : Premier cavalier
- James Dobson : G.I. du sud

Sauf mention contraire, les informations proviennent des sources suivantes : Leonard Maltin, Dave Smith  et IMDb

## Sorties cinéma
Sauf mention contraire, les informations suivantes sont issues de l'Internet Movie Database.
- États-Unis : 29 mars 1963
- Finlande : 31 janvier 1964
- Danemark : 23 mars 1964
- Japon : 29 avril 1964
- Autriche : 16 octobre 1964
- Allemagne de l'Ouest : 30 octobre 1964
- Suède : 16 novembre 1964
- France : 2 décembre 1964
- Espagne : 24 avril 1967

## Origine et production
Le film est une adaptation d'une histoire réelle qui débute en 1945 à Vienne alors que l'occupation allemande s'achève mais avant l'occupation des alliés. Le Colonel Aloïs Podhajsky cherche à fuir la menace soviétique. L'histoire prend fin en 1955 avec l'anniversaire de l'École espagnole d'équitation. Il écrit par la suite un livre intitulé The Dancing White Horses of Vienna. Le film a été principalement tourné à Vienne, avec les intérieurs dans l'Atelier Rosenhügel et dans l'École espagnole d'équitation, et les exterieurs à la Villa Hermès et dans la campagne autrichienne autour de Vienne.
Le film est le premier long métrage réalisé par Arthur Hiller qui travaillait auparavant sur des séries B.

## Sortie et accueil
Le film est sorti le 29 mars 1963. Malgré son nom, le film n'a pas reçu un bon accueil ni des critiques ni des spectateurs.
Variety qualifie le film d'« inepte... malgré une histoire très profonde le film ne parvient pas à la matérialiser. » Le magazine poursuit en décrivant le film comme « confus, laborieux et généralement sans aucune dramatisation rendant l'histoire confuse et sans émotion sans compter sur le rythme de tortue d'Arthur Hiller. » Robert Salmaggi dans le Herald Tribune écrit que le film tombe « entre deux chaises, l'une des pas assez à l'eau de rose pour les enfants et l'autre des trop fade pour les adultes. » Pour le Time les chevaux sont plus intelligents que la plupart des personnes impliquées dans le film.
Le film sort en vidéo en 1987.

## Analyse

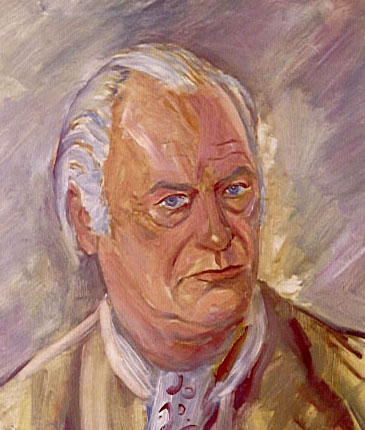
Portrait de Curd Jürgens en 1980

Pour Leonard Maltin, Le Grand Retour est l'un des films les plus inhabituels de Disney car la production, l'histoire, la distribution et l'atmosphère du film ne permettent pas de savoir que c'est un « Disney ». Le film est d'un côté trop compliqué pour le jeune public avec des tenants et des aboutissants qui les dépassent, ainsi que trop long pour retenir leur attention, le film approchant les deux heures. D'un autre côté, il manque d'éléments intéressants pour les adultes avec des dialogues et des personnages souvent trop simplistes. Le film possède pourtant des images de qualité. Maltin écrit que le personnage d'Aloïs Podhajsky, interprété par Robert Taylor est trop sérieux, trop obnubilé par les chevaux au point de devenir froid et distant, n'attirant aucune empathie du public, le général allemand interprété par Curd Jürgens semble même plus amical. L'équipe d'acteurs fait de son mieux mais avec un personnage central tel que celui donné à Taylor, le film tombe à plat.
Maltin ajoute que le script du film pose un problème en étant trop verbeux et ne laissant pas assez de place à l'action. Les lieux et différents protagonistes ne sont pas assez clairs pour savoir où l'action se déroule, dans quel camp et de quoi l'on parle. Pour Maltin, le principal problème du film est son script que les acteurs n'ont pas réussi à compenser.